# Aymen Rhifi
Aymen Rhifi, né le 3 août 1984, est un footballeur tunisien évoluant au poste d'attaquant.

## Carrière
- 2006-2008 : Avenir sportif de La Marsa (Tunisie)
- 2008-? : Club africain (Tunisie)
- ?-2009 : ES Zarzis (Tunisie)
- 2009-2012 : Avenir sportif de Kasserine (Tunisie)
- 2012-2013 : Union sportive de Ben Guerdane (Tunisie)
- depuis 2017 : Jeunesse sportive de La Soukra (Tunisie)

## Palmarès
- Championnat de Tunisie : 2008